# جوردي فينيالز
جوردي فينيالز (بالإسبانية: Jordi Vinyals) (24 نونبر 1963 كارديديو إسبانيا - ) هو لاعب كرة قدم إسباني.

## وصلات خارجية
جوردي فينيالز على موقع قاعدة بيانات كرة القدم.إي يو (الإنجليزية)
- جوردي فينيالز على موقع Soccerbase.com (مدرب) (الإنجليزية)
- جوردي فينيالز على موقع Soccerway.com (الإنجليزية)
- جوردي فينيالز على موقع عالم كرة القدم.نت (الإنجليزية)